# Cisalpin (vonat)
A Cisalpin egy nemzetközi vasúti járat volt, amely összekapcsolta a franciaországi Párizsban található Paris-Gare de Lyon pályaudvart az olaszországi Milánóban található Milano Centrale-val. Az 1961-ben bevezetett járatot a Francia Államvasút (SNCF), a Svájci Szövetségi Vasút (SBB-CFF-FFS) és az Olasz Államvasút (FS) üzemeltette.
A vonat neve szó szerint az Alpok ezen oldalát jelenti; Ez a Pó-völgy római neve, amelyet Rómából, az Alpok római oldalán láthatunk.
1984. januárja után a Cisalpin két külön járatként működött, szoros átszállással Lausanne-ban, Franciaország és Olaszország között már nem közlekedett átmenő vonatként. 2003-ban a járat végérvényesen megszűnt.

## Útvonal
1984-ig a Cisalpin törzsvonala Párizsból Dijonba vezetett a Párizs–Marseille-vasútvonalon, majd a Dijon–Vallorbe-vasútvonalon egészen Vallorbeig, a Franciaország és Svájc közötti határ svájci oldalán. Vallorbe felől a vonat a Simplon, a Novara–Gozzano–Domodossola és a Torino–Milánó-vasútvonalon haladt Milánóig.
Kezdetben a Cisalpin a következő megállókkal rendelkezett:
- Paris-Gare de Lyon - Dijon-Ville - Lausanne - Brig - Domodossola - Milano Centrale

Később további megállókkal bővült: Vallorbe, Sion és Dole-Ville.
1984 januárjától a vonat Párizs és Dijon között az LGV Sud-Est nagysebességű vasútvonalon haladt az útvonal egy részén, a Párizs–Marseille vasútvonal helyett.

## Története
1961 és 1984 között a Cisalpin első osztályú Trans-Europ-Express (TEE) járat volt. Eredetileg a RAe TEE II sorozatú villamos motorvonatokkal üzemeltették. A vonat 1974 nyarának menetrendjével, 1974. május 26-án vált villamos mozdony vontatta vonattá. Ettől az időponttól Milánótól Velencéig (Venezia Santa Lucia) hosszabbították meg az útvonalát, amelyet azonban csak nyáron üzemeltettek. A velencei bővítés 1979-ig minden nyáron továbbra is a TEE Cisalpin része volt.
1980-ban a Cisalpinon Párizsból Lausanne-ba tett utazás szerepelt a "Változó vonatok" című műsorban, amely a BBC TV utazási dokumentumfilmjének, a Világ nagy vasúti utazásainak 1. sorozatának utolsó epizódja volt. A sorozat kiegészítéseként megjelent könyvben leírták a Changing Trains ("Változó vonatok") utazást is, amely a Párizsból Budapest felé tartó hosszabb út első állomása volt.
1984 januárjában a Cisalpin-t két külön vonatra osztották fel, amelyek Lausanne-ban csatlakoztak, mivel a Párizs–Lausanne folyosón az összes expressz szolgáltatást TGV-járattá alakították át. Egy TGV Cisalpinként futott Párizs és Lausanne között (mindkét irányban), és Lausanne-ban menetrend szerinti átszállási kapcsolatban állt az IC 333/336-tal, amely szintén Cisalpin néven futott, de nem a TGV-vel, amely a Genf – Lausanne – Milánó útvonalon közlekedett.
1987. május 31-én a Cisalpin bekerült az akkor új EuroCity (EC) hálózatba, amely ugyanolyan mintával működött, mint korábban - időzített átszállási kapcsolatokkal Lausanne-ban, és most EC 33/36 (TGV) néven jelölték Párizs és Lausanne között. A Genf – Lausanne – Milánó vonatszáma az EC 23/26 lett.
1993. május 22-én a Genf – Milánó Cisalpin helyét név nélküli IC-vonat foglalta el, amely Lausanne – Milánó és fordítva közlekedett, de továbbra is átszállási kapcsolatot tartott fenn a párizsi Lausanne-i vonatokkal.
2003. május 17-ig a Cisalpin elnevezést még mindig a Párizs – Lausanne útvonalon közlekedő TGV-vonatok egyikén használták, különös tekintettel az EC 9268/9269 járatpárra.

## Menetrend
| TEE 22 | Ország        | Állomás            | km  | TEE 23 |
| ------ | ------------- | ------------------ | --- | ------ |
| 16:00  | Olaszország   | Milano Centrale    | 0   | 22:08  |
| 17:15  | Olaszország   | Domodossola        | 125 | 20:52  |
| 17:45  | Svájc         | Brig               | 167 | 19:24  |
| 18:13  | Svájc         | Lausanne           | 313 | 17:57  |
| 18:46  | Svájc         | Vallorbe           | 360 | 17:20  |
| 20:17  | Franciaország | Dijon              | 507 | 15:36  |
| 22:44  | Franciaország | Paris Gare de Lyon | 822 | 13:15  |